# Pottsiepen
Der Pottsiepen ist ein 1,5 km langer, orografisch linker Nebenfluss der Möhne im nordrhein-westfälischen Rüthen, Deutschland.

## Geographie
Der Bach entspringt etwa 4,5 km südöstlich von Rüthen an der Nordwestflanke der Drei-Rehhagen-Köpfe auf einer Höhe von 390 m ü. NN. Er fließt vorrangig in nördliche Richtungen durch ein unbesiedeltes Tal und mündet etwa 1,9 km nordwestlich von Heidberg auf 312 m ü. NN in die Möhne.
Bei einem Höhenunterschied von 78 Metern zwischen Quelle und Mündung beträgt das mittlere Sohlgefälle 52 ‰. Das etwa 55,5 ha große Einzugsgebiet wird über Möhne, Ruhr und Rhein zur Nordsee entwässert.